# Abdelhaq Sari
Abdelhaq Sari, né au Maroc, est un spécialiste en Technologie de l'Information, enseignant et homme politique canadien. Il est conseiller de ville du district Marie-Clarac de l'arrondissement Montréal-Nord de 2017 à 2025, puis député à la Chambre des communes du Canada de la circonscription de Bourassa sous la bannière du Parti libéral du Canada à partir de 2025.

## Biographie
Abdelhaq Sari est né au Maroc et immigre au Canada en 2002. Il a une formation d'ingénieur en informatique ainsi qu'un MBA, d'un DESS en TI  et une scolarité de doctorat en management. Depuis 2007, il est chargé de cours à l'École des sciences de la gestion de l'Université du Québec à Montréal et est spécialisé dans l'architecture d'affaires, de l'intelligence d’affaires, de l'intelligence artificielle et la gestion de projets.
De 2017 à 2025, il fut conseiller municipal du district Marie-Clarac, dans l'arrondissement Montréal-Nord et vice président de la Commission sur la sécurité publique de Montréal, Membre du parti Ensemble Montréal, il siège au conseil d'arrondissement et au conseil de ville. Le 28 avril 2025, à l'occasion des élections fédérales, il est élu député de la circonscription de Bourassa pour le Parti libéral du Canada.
Entre 2014 et 2019, président du conseil d’administration de l'organisme Soleil des Orphelins. (Aide aux orphelins en Afrique et au Canada),